# Karas (biskup pomocniczy Al-Mahalla al-Kubra)
Karas (ur. 1958) – duchowny Koptyjskiego Kościoła Ortodoksyjnego, od 2013 biskup pomocniczy Al-Mahalla al-Kubra.

## Życiorys
W 1982 złożył śluby zakonne w monasterze św. Samuela. Sakrę biskupią otrzymał 16 listopada 2013.